# St. James Parish
Das St. James Parish (französisch Paroisse de Saint-Jacques) ist ein Parish im Bundesstaat Louisiana der Vereinigten Staaten. Im Jahr 2020 hatte das Parish 20.192 Einwohner und eine Bevölkerungsdichte von 31,7 Einwohner pro Quadratkilometer. Der Verwaltungssitz (Parish Seat) ist Convent. In jüngster Zeit erlangte der Ort Berühmtheit, da er im Gebiet der sogenannten Krebs-Allee liegt, die seit 2021 von den Vereinten Nationen zu den schlimmsten Opferzonen weltweit gezählt wird. Bekannt wurden diese Umstände vor allem durch die mittlerweile mehrfach für ihren Einsatz ausgezeichnete Anwohnerin Sharon Lavigne.

## Geographie
Das Parish liegt im Südosten von Louisiana, ist im Süden etwa 80 km vom Golf von Mexiko entfernt und hat eine Fläche von 668 Quadratkilometern, wovon 30 Quadratkilometer Wasserfläche sind. Es grenzt an folgende Parishes:
|                   | Ascension Parish |                             |
| Assumption Parish |                  | St. John the Baptist Parish |
|                   | Lafourche Parish |                             |

## Geschichte
Das St. James Parish wurde am 31. März 1807 als eines der 19 Original-Parishes gebildet. Benannt wurde es nach Jakobus, einem der zwölf Apostel Jesu. Zur Zeit der Bildung war St. James am Westufer des Mississippi River Bezirkshauptstadt. 1869 verlegte man den Sitz in das heutige Convent.
Das unter Denkmalschutz stehende Judge Poché Plantation House wurde 1867 errichtet.
Ein Gebäude des Parish hat aufgrund seiner geschichtlichen Bedeutung den Status einer National Historic Landmark, die Oak Alley Plantation. Insgesamt sind neben dem Judge Poché Plantation House 21 weitere Bauwerke und Stätten des Parish im National Register of Historic Places eingetragen (Stand 10. November 2017).

## Demografische Daten

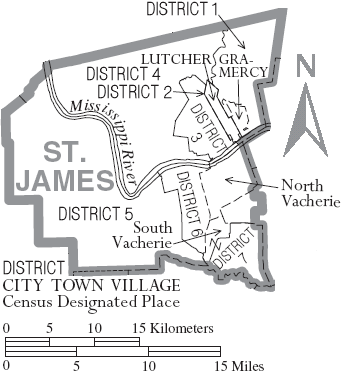
Karte des St. James Parishes

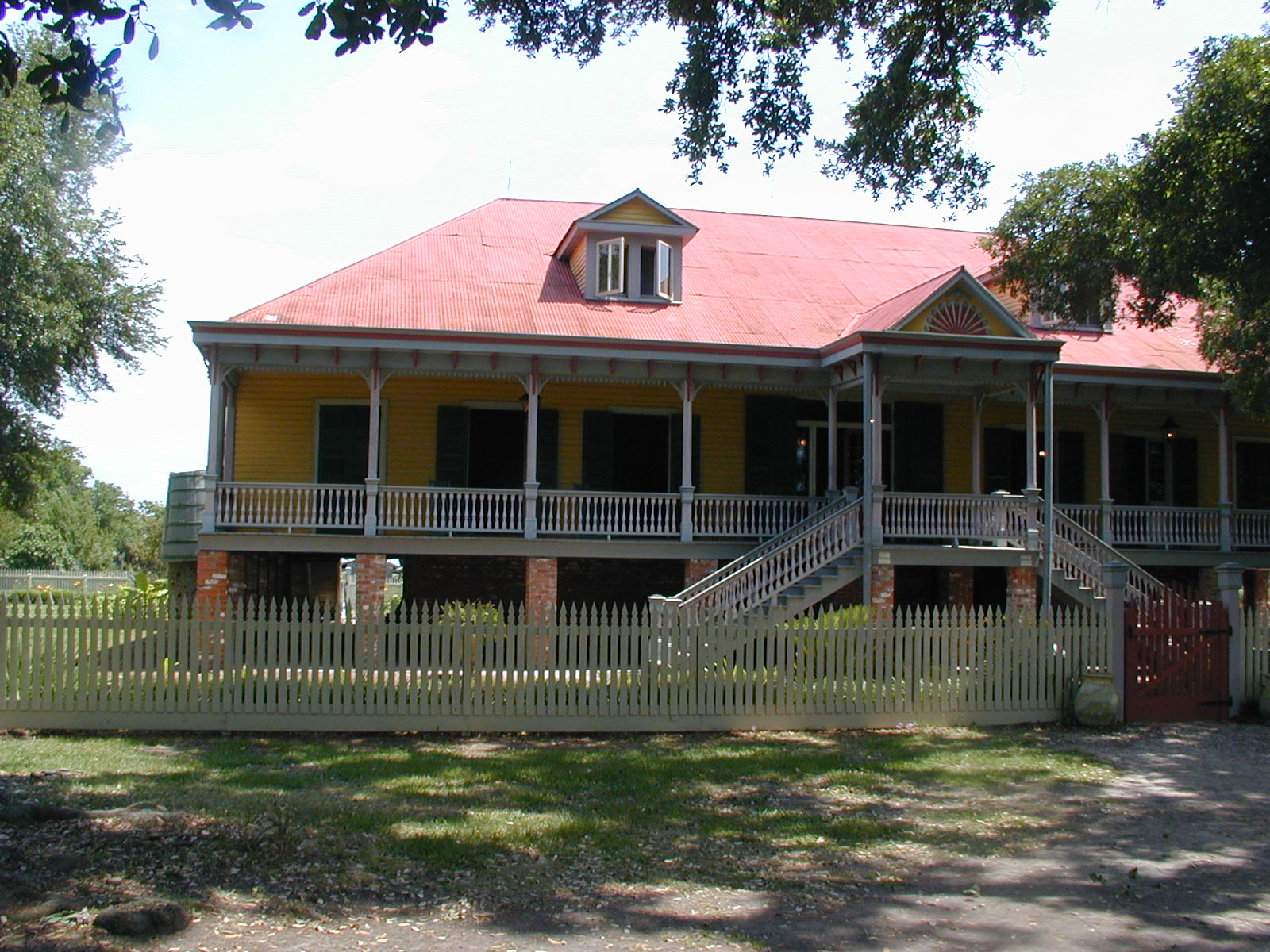
Die Laura Plantation, gelistet im NRHP mit der Nr. 92001842

Nach der Volkszählung im Jahr 2000 lebten im St. James Parish 21.216 Menschen in 6.992 Haushalten und 5.551 Familien. Die Bevölkerungsdichte betrug 33 Einwohner pro Quadratkilometer. Ethnisch betrachtet setzte sich die Bevölkerung zusammen aus 49,99 Prozent Weißen, 49,38 Prozent Afroamerikanern, 0,09 Prozent amerikanischen Ureinwohnern, 0,05 Prozent Asiaten und 0,12 Prozent aus anderen ethnischen Gruppen; 0,37 Prozent stammten von zwei oder mehr Ethnien ab. 0,61 Prozent der Bevölkerung waren spanischer oder lateinamerikanischer Abstammung, die verschiedenen der genannten Gruppen angehörten.
Von den 6.992 Haushalten hatten 38,9 Prozent Kinder und Jugendliche unter 18 Jahre, die bei ihnen lebten. 55,3 Prozent waren verheiratete, zusammenlebende Paare, 19,3 Prozent waren allein erziehende Mütter, 20,6 Prozent waren keine Familien, 18,4 Prozent waren Singlehaushalte und in 7,7 Prozent lebten Menschen im Alter von 65 Jahren oder darüber. Die Durchschnittshaushaltsgröße betrug 3,00 und die durchschnittliche Familiengröße lag bei 3,43 Personen.
Auf das gesamte Parish bezogen setzte sich die Bevölkerung zusammen aus 29,5 Prozent Einwohnern unter 18 Jahren, 9,8 Prozent zwischen 18 und 24 Jahren, 28,1 Prozent zwischen 25 und 44 Jahren, 21,4 Prozent zwischen 45 und 64 Jahren und 11,1 Prozent waren 65 Jahre alt oder darüber. Das Durchschnittsalter betrug 34 Jahre. Auf 100 weibliche kamen statistisch 93,1 männliche Personen. Auf 100 Frauen im Alter von 18 Jahren oder darüber kamen 89,4 Männer.
Das jährliche Durchschnittseinkommen eines Haushalts betrug 35.277 USD, das Durchschnittseinkommen der Familien betrug 41.751 USD. Männer hatten ein Durchschnittseinkommen von 37.487 USD, Frauen 21.712 USD. Das Prokopfeinkommen betrug 14.381. 20,7 Prozent der Bevölkerung und 18,0 Prozent der Familien lebten unterhalb der Armutsgrenze. Davon waren 27,7 Prozent Kinder oder Jugendliche unter 18 Jahre und 15,1 Prozent waren Menschen über 65 Jahre.

## Bekannte, im Parish geborene Personen
- Robert Rhett (1800–1876), Politiker
- Felix Pierre Poché (1836–1895), Jurist und Politiker
- Henry Hobson Richardson (1838–1886), Architekt
- Papa John Joseph (1877–1965), Jazzmusiker
- Wellman Braud (1891–1966), Jazzmusiker
- Sharon Lavigne (1950– ), Umweltaktivistin

## Orte im Parish
- Armant
- Batree
- Belmont
- Bend
- Bessie K
- Bon Secours Plantation
- Burton Lane
- Caire
- Central
- Chatman Town
- Convent
- Gramercy
- Grand Point
- Helvetia
- Hymel
- Lagan
- Lauderdale
- Laurel Ridge Plantation
- Lower Vacherie
- Lutcher
- North Vacherie
- Oak Alley
- Oneida
- Paulina
- Pikes Peak
- Remy
- Romeville
- Saint Elmo
- Saint James Plantation
- Salsburg
- South Vacherie
- Southdown Plantation
- St. James
- Union
- Vacherie
- Webre Steib Plantation
- Welcome
- White Hall